# Елецкий, Семён Иванович
Князь Семён Иванович Елецкий — наместник и воевода во времена правления Ивана III Васильевича, Василия III Ивановича и правительницы Елены Васильевны Глинской при малолетнем Иване IV Васильевиче Грозном.
Из княжеского рода Елецкие. Четвёртый сын князя Ивана Ивановича Елецкого по прозванию Кокор. Имел братьев, князей: Ивана Большого по прозванию Селезень, Петра, Дмитрия и Ивана Меньшого.

## Биография
В 1500 году помещик Водской пятины в Новгородской земле. Во времена правления Ивана III Васильевича (ум. 1505), вместе со своим братом Иваном Ивановичем был пожалован селом Вейно.
В 1536 году наместник в Ржеве. В этом же году упомянут вторым воеводою в новопостроенном городе Велиже.
В 1543 году второй воевода Передового полка во Владимире.
В 1539-1540 годах за ним в волости Хорвач в Горицком стане Тверского уезда находились в поместье сельцо Григорово и 5 деревень, а всего 153 четверти земли и в Микулинском стане 10 деревень и 2 пустоши в 118 четвертей, которые он получил по ввозной грамоте от царя Ивана Грозного.
По родословной росписи показан бездетным, но имел дочь, княжну Ирину (Орину) Семёновну упомянутой второю женою наместника князя Андрея Васильевича Ногтева-Суздальского (ум. после 1559), которая после его смерти по завещанию получила в наследство украшения и драгоценности.

## Критика
М.Г. Спиридов, П.В. Долгоруков в "Российской родословной книге", а также в поколенной росписи поданной в 1682 году в Палату родословных дел отцом указывается — князь Иван Иванович Елецкий по прозванию Кокор.
Г.А. Власьев указывает отцом князя Семёна Ивановича Елецкого — князя Ивана Семёновича по прозванию Слёзка, а не Ивана Ивановича по прозванию Кокор, который являлся ему старшим братом. Князь Иван Семёнович Слёзка в 1515 году находился в Мещере и назывался "волостетель Мещерский", а в 1519 году был одним из воевод в Мещере и на Толстике.
Не путать князя Семёна Ивановича Елецкого под № 15 по росписи в "Российской родословной книге" (о ком статья) с князем № 8 Семёном Ивановичем Елецким по прозванию Бык, № 25 и № 33 Семёнами Ивановичами Елецкими являющиеся современниками.